# 사회자유당 (브라질)
사회자유당(社會自由黨, 브라질 포르투갈어: Partido Social Liberal, PSL)은 브라질의 극우 정당이다.
본래 중도, 중도우파까지의 스펙트럼을 가진 사회자유주의, 문화자유주의 정당이었으나, 자이르 보우소나루가 입당하여 대표가 된 이후 신자유주의에 기반한 경제 정책을 유지한 채 사회자유주의를 포기하고 민영화, 지방분권을 지원하면서 동시에 낙태, 마리화나 불법화 등 보수적인 사회 정책을 채택하면서 이데올로기의 많은 부분이 바뀌었다. 또한 반공주의를 당의 이념으로 내걸며, 당원들이 좌익 정당과 연합하는 것을 전면 금지하고 있다. 각종 인종주의, 여성 혐오, 성소수자에 대한 혐오적인 입장, 과거 극우 독재 정권과 군부에 대한 지속적인 옹호 및 우호 때문에 내신뿐만 아니라 외신에서도 극우 정당으로 분류된다.
사회기독당 출신 자이르 보우소나루는 입당 이후 2018년 대선에 출마해 당선되어 집권 여당이 되었으나, 선거 자금을 유용했다는 의혹으로 탈당해 브라질을 위한 동맹을 창당한 뒤로 상대적인 온건화가 진행되었다. 2020년 10월 민주당과 합당을 선언, 브라질 연합으로 이어진다.

## 역대 선거 결과

### 대통령 선거
| 선거명                    | 대통령 후보       | 부통령 후보      | 1차 득표수 | 1차 득표율 | 2차 득표수 | 2차 득표율 | 당락 |
| ------------------------- | ----------------- | ---------------- | ---------- | ---------- | ---------- | ---------- | ---- |
| 2006년 브라질 대통령 선거 | 루시아누 비바르   | 아메리코 데 수자 | 62.064     | 0.06%      |            |            | 낙선 |
| 2014년 브라질 대통령 선거 | 마리나 시우바     | 베토 앨버커키    | 22,176,619 | 21.32%     |            |            | 낙선 |
| 2018년 브라질 대통령 선거 | 자이르 보우소나루 | 아미우통 모랑    | 49,277,010 | 46.03%     | 57,797,847 | 55.13%     | 당선 |

### 총선
| 년도 | 하원 득표수 | 하원 득표율 | 하원 의석 | 상원 득표수 | 상원 득표율 | 상원 의석 |
| ---- | ----------- | ----------- | --------- | ----------- | ----------- | --------- |
| 2002 | 408,512     | 0.5%        | 1 / 513   | -           | 0%          | 0 / 81    |
| 2006 | 190,793     | 0.2%        | 0 / 513   | 46,542      | 0%          | 0 / 81    |
| 2010 | 499,963     | 0.5%        | 1 / 513   | 446,517     | 0.3%        | 0 / 81    |
| 2014 | 808,710     | 0.83%       | 1 / 513   | -           | 0%          | 0 / 81    |
| 2018 | 11,457,878  | 11.7%       | 52 / 513  | 19,413,869  | 11.3%       | 4 / 81    |